# Phomopsis eupatoriicola
Phomopsis eupatoriicola är en svampart som beskrevs av Petr. 1922. Phomopsis eupatoriicola ingår i släktet Phomopsis och familjen Diaporthaceae.   Inga underarter finns listade i Catalogue of Life.